# Гильом VIII (герцог Аквитании)
Гильом VIII Аквитанский, крещён как Гвидо (фр. Guillaume VIII de Poitiers, ок. 1025 — 25 сентября 1086) — герцог Гаскони (1052—1086), герцог Аквитании и граф Пуату (1058—1086) из династии Рамнульфидов.

## Биография

### Правление
Гильом, крещённый при рождении как Гвидо, был младшим сыном герцога Аквитании Гильома V и его третьей супруги Агнессы Бургундской, а также шурином императора Священной Римской империи Генриха III, женатом на сестре Гильома, Агнессе де Пуатье.
Гильом VIII унаследовал Гасконь от Бернара II ещё во время правления в Аквитании своего брата Гильома VII. Права на это герцогство Рамнульфиды получили после женитьбы Гийома V Аквитанского на Приске Гасконской, дочери герцога Гильома II. Гильом VIII стал герцогом Гаскони, несмотря на то, что он не был потомком Приски. Аквитанию и Пуату он унаследовал от старшего брата Гильома VII.
Приоритеты внешней политики Гильома VIII Аквитанского лежали на юге, на Пиренейском полуострове. Герцог был одним из военачальников, пришедших на помощь королю Арагона Санчо I в 1064 году, во время осады последним мусульманского города Барбастро, во время первого, организованного папой римским Александром III похода против мусульман (что явилось прообразом крестовых походов будущего). Барбастро был взят и разграблен, его жители перебиты. Дочери Гильома VIII также выходили замуж за властителей христианских государств Испании.
Гильом VIII был женат три раза и имел в этих браках не менее пяти детей. После того, как он развёлся с первой своей женой, родившей ему после 10 лет брака дочь, и со второй женой, не имевшей сыновей, Гильом VIII вступил в брак в третий раз, с бывшей намного его моложе родственницей. От неё у герцога родился сын и Гильом в начале 1070-х годов вынужден был совершить поездку в Рим, чтобы добиться от папы признания этого брака законным, а своих детей из этого третьего брака — законнорождёнными.

### Семья
- I: брак с Анной Перигорской, дочерью графа Альдеберта II. Заключён в 1044 году, расторгнут в 1058.
- II: брак с Матильдой Маршской, дочерью графа Одеберта. Заключён в 1058/1059, расторгнут в 1068.
  - дочь Агнесса (около 1059 — 1078), замужем за королём Кастилии Альфонсо VI Храбрым[3].
- III: брак с Хильдегардой Бургундской, дочерью герцога Роберта I. Заключён в 1068/1069.
  - сын Гильом IX (1071—1127), герцог Аквитании и граф Пуату.
  - сын Гуго, (ум. после 1126).
  - дочь Агнесса (ум. 1097), замужем за королём Арагона Педро I.
  - дочь Беатриса (ум. 1110), замужем за королём Кастилии и Леона Альфонсом VI.